# Sint-Bernadettekerk (Mortsel)

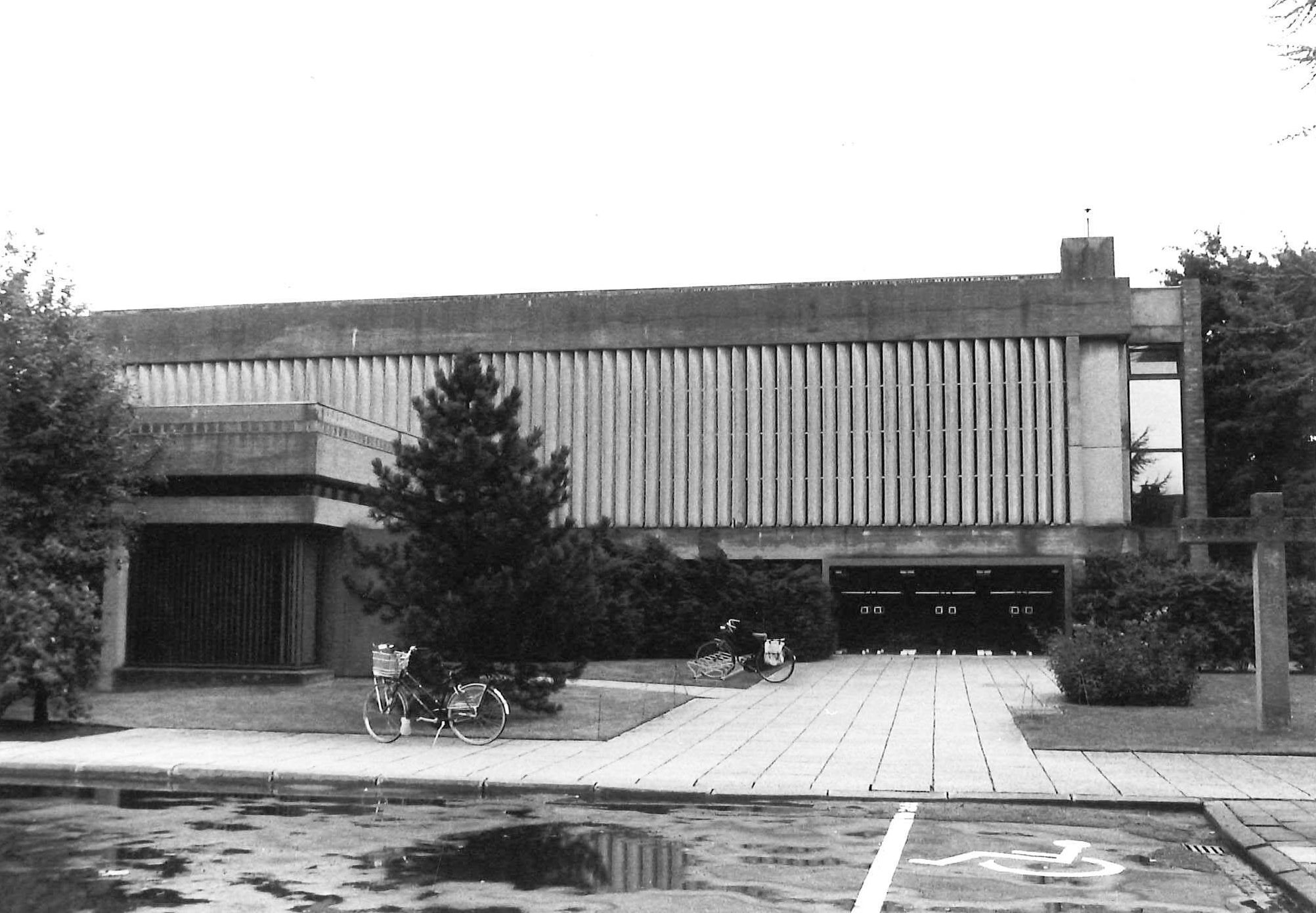
Sint-Bernadettekerk

De Sint-Bernadettekerk is de parochiekerk in de Antwerpse plaats Mortsel, gelegen aan de Sint-Bernadettestraat 7.
Kort na 1958 werd een paviljoen van de Expo 58 aangekocht om, aan de Hof van Riethlaan, te dienen als noodkerk. Dit paviljoen werd in 1995 afgebroken.
De definitieve kerk werd in 1966 gebouwd voor de Mortselse wijk Hof van Rieth, naar ontwerp van Jean Van den Bogaerde en Jos Van Driessche. Het doosvormige gebouw, in de stijl van het naoorlogs modernisme, werd opgetrokken in beton en baksteen. In 1968 werd de kerk officieel ingezegend.